# Дюрнкрут

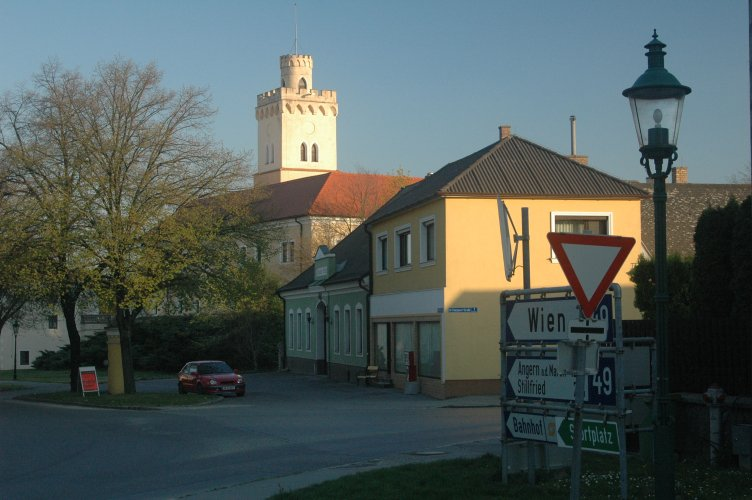
Замок

Дюрнкрут (нем. Dürnkrut) — ярмарочная коммуна (нем. Marktgemeinde) в Австрии, в федеральной земле Нижняя Австрия.
Входит в состав округа Гензерндорф. Население составляет 2252 человека (на 31 декабря 2005 года). Занимает площадь 30,4 км². Официальный код — 3 08 11.

## Политическая ситуация
Бургомистр коммуны — Рудольф Реккендорфер (СДПА) по результатам выборов 2005 года.
Совет представителей коммуны (нем. Gemeinderat) состоит из 21 места.
- СДПА занимает 14 мест.
- АНП занимает 7 мест.